# Кизлярская крепость
Кизлярская крепость — военная крепость периода XVIII—XIX веков, которая была построена властями Российской империи в период завоевания Северного Кавказа. Крепость стала основой для возникновения города Кизляра.

## История крепости

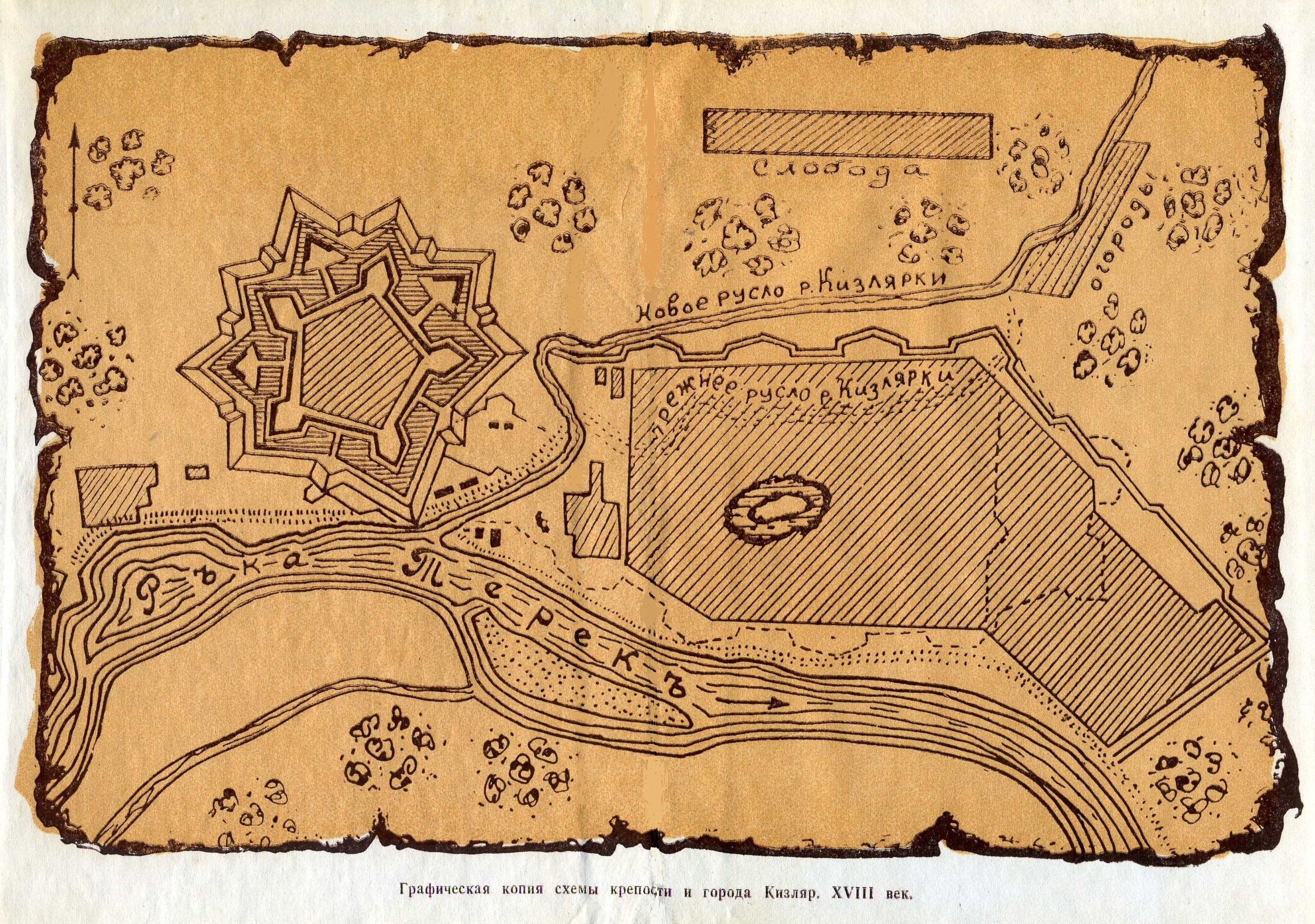
Графическая копия схемы крепости и города Кизляр. XVIII век.

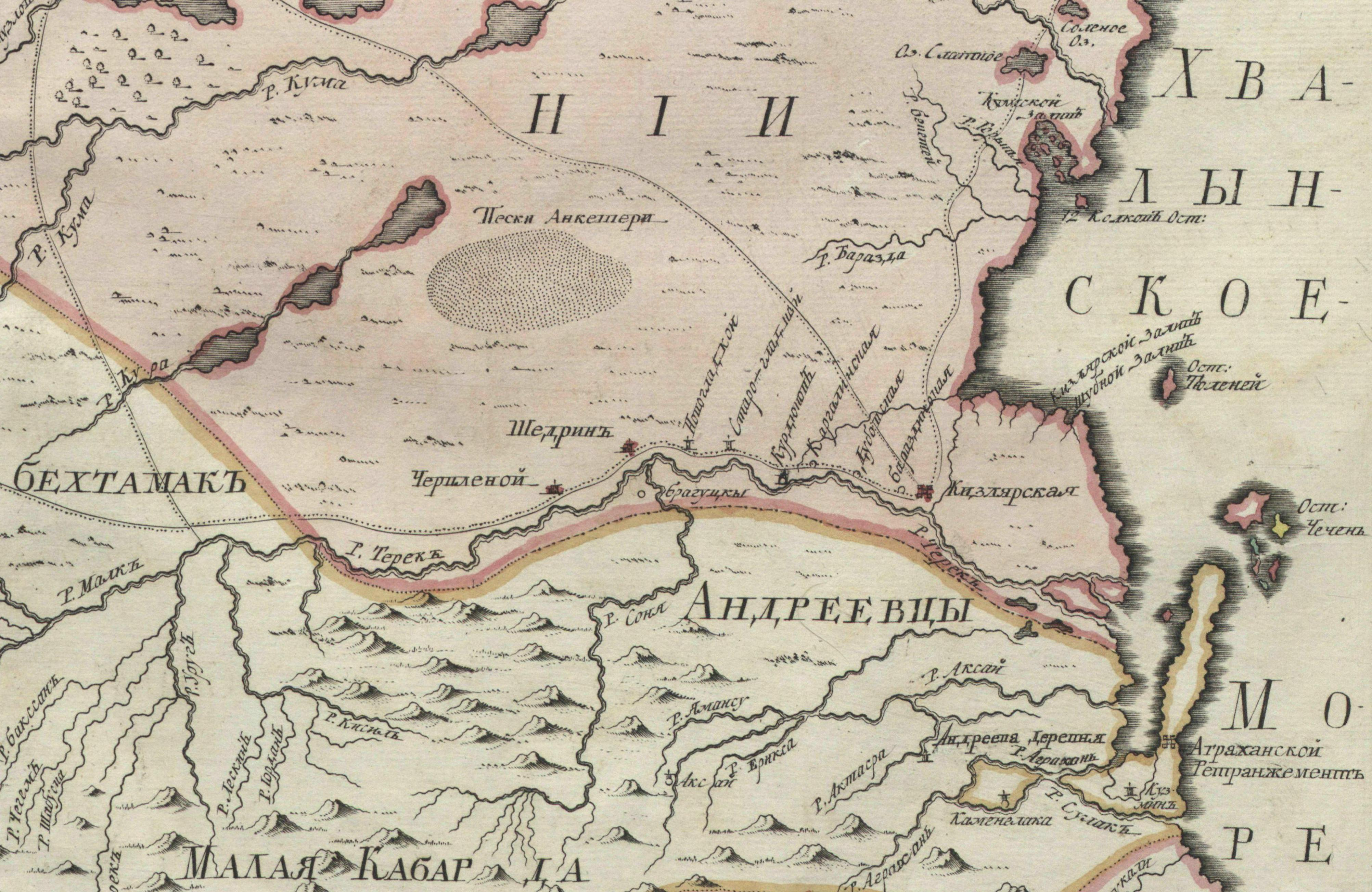
Крепость Кизлярская в атласе Российской империи (1745).

Крепость была основана в 1735 году, в месте выхода из реки Терек речки Кизлярки. после того как отношения с Османской Турцией и шахским Ираном обострились. Согласно Гянджинскому договору с Ираном, Российская империя переносила свою границу севернее на р. Терек, а все крепости к югу упразднялись. С упразднением крепости Святой Крест основанной ещё Петром I в 1722 г. в ходе Персидского Похода, жители его переселились в поселение Кизляр, где было положено начало строительству новой крепости. Решение о строительстве и всего связанного с ним было возложено на генерала Василия Яковлевича Левашова. Контроль за проведением работ осуществлялся полковником Юрловым и инженер-поручиком Стоговым.
Несмотря на то что к концу 1735 года сооружение крепости было в общем завершено, строительство её продолжалось в течение многих лет, с целью расширения и усиления. Изначальный проект не предусматривавший сооружение грандиозного укрепления, намечал постройку ретраншемента, представленным оборонительной оградой из фашин с глубоким рвом. С ростом гарнизона, крепость несколько раз видоизменялась и укреплялась. Строительство крепости велось по проекту разработанному в 1744 году инженер-генералом Люберасом. Строительство было завершено в конце 50 годов XVIII века.
В окончательном виде крепость представляла собой грандиозное сооружение, в форме правильного пятиугольника, с пятью бастионами и тремя равелинами. Она была окружена мощными стенами с бойницами, земляным валом и глубоким рвом. Крепость имела пять фронтов (сторон)из которых три были обращены в поле и усилены равелинами, а две другие защищались водной преградой в виде реки Терек и её ответвления. Длина каждой из сторон пятиугольника составляла 250 метров, высота крепостной стены −6 метров, глубина главного рва 3,5 метра, толщина бруствера(стены)-5,5 метров, высота стен равелина 4 метра, толщина его стен 4,5 метра. На стенах были установлены артиллерийские орудия, у которых круглосуточно дежурили часовые. Крепость имела трое ворот: северные, восточные и южные, к которым примыкали подъёмные на чугунных цепях мосты. Внутри крепости размещались гарнизонные команды, острог, соляной и провиантский магазины, каменная соборная церковь, колодец, лазарет и т. д.
В разное время в ней проходили службу подразделения: Тенгинского,Томского пехотных полков, терско-кизлярского казачьего войска.
Должность коменданта Кизлярской крепости включала в себя очень широкие полномочия. До учреждения в 1785 году Кавказской губернии с центром в Екатеринограде всё огромное пространство от Каспийского до Азовского морей находилось в сфере влияния Кизлярских комендантов, которые считались « начальниками Кавказа». Формально комендант подчинялся астарханскому губернатору, фактически же был независим в принятии решений.
Кизлярские коменданты могли вести переговоры и обладали правом дипломатической переписки с Константинопольским двором, Крымским ханом, Кубанским сераскиром, шахами Персии, и.т.д. Даже после учреждения в 1785 году Кавказской губернии с центром в Екатеринограде, Кизлярские коменданты фактически продолжали сохранять политическое влияние на Кавказе вплоть до первой трети XIX века .
Кизлярская крепость играла значительную роль в обороне южных рубежей Российской империи, и была предназначена противостоять угрозам иноземных вторжений, по сути являлась важнейшим звеном в Кавказской линии. Она служила укрытием как для защитников, так и для определённой части местных жителей, во время нападений. В ней формировались воинские подразделения в период военных кампаний против Османской Турции и шахского Ирана, а также в отношении их союзников из числа враждебно настроенных горцев. С основанием Кизлярской крепости находившееся рядом поселение Кизляр сразу же получило статус города. Наличие крепости способствовало основанию в Кизляре в сер. XVIII века таможни. Товары ввозимые или вывозимые облагались пошлиной. Все лица, въезжающие на территорию Российской империи с юга, должны были в обязательном порядке проезжать через Кизляр где можно было зарегистрироваться и получить право на въезд в пределы империи. В крепости в качестве аманатов содержались родственники горских владельцев.
Во время Русско-турецкой войны 1735-39 гг существовала реальная угроза вторжения Крымского хана в пределы контролируемые Кизлярским комендантом.
Особое положение сложилось в 1740-х гг, когда Иранский шах Надир намеревался возвратить территории, включая Кизлярскую крепость, так как совсем недавно эти территории контролировались Ираном, для этого шах Надир в 1743 году снарядил 12-тысячный корпус с 35 орудиями и 15 мортирами. Однако шах не сумел осуществить свои планы.
В июле 1765 года мурзы Малого Ногая Сокур Аджи, Росланбек Карамурзин и Кошкабаль во главе 4 тысяч закубанских ногайцев двинулись на Кизляр и осадили его. К ним присоединились и некоторые караногайцы, но большинство заняло выжидательное положение. Осада продолжалась полтора месяца и дело дошло уже до штурма крепости.
Произведённый штурм был отбит с большими потерями для осаждавших.
Во время Русско-турецкой войны 1768—1774 гг. понадеявшись на помощь Османской империи, чеченцы предприняли несколько походов на Кизляр в 1769 и в 1770 гг, однако не дождавшись таковой, отступили так и не овладев крепостью.
19 августа 1785 года шейх Мансур, поднявший восстание в Чечне, во главе 12 тысячного войска подошёл к Кизляру и обложил Кизлярскую крепость. В течение штурма горцы предприняли пять попыток подобраться к стенам, но всё закончилось большим уроном для нападавших. Нападение на Томский полк. стоявший в укреплении вне крепости, также не увенчалось успехом.
С утверждением Российской империи в странах Закавказья южные рубежи империи значительно удалились и Кизлярская крепость, оставшаяся далеко в тылу, стала утрачивать своё значение. Перестав вследствие этого быть пограничным военным укреплением, она продолжала контролировать восточную часть Кавказской линии. Однако во время Кавказской войны это не помешало горцам сделать две успешные атаки на крепость: набег 1 ноября 1831 года войск Гази-Мухаммада и набег 23 ноября 1841 года отряда наиба Шуаиба Центороевского.
Как следствие этих событий, так и по причине отдалённости от передовых рубежей (русские крепости в предгорьях Чечни и Дагестана, в части нагорного Дагестана), а также вследствие обветшалости Кизлярская крепость окончательно утратила своё значение из-за чего должность коменданта крепости была упразднена в 1842 году.
Крепость просуществовала вплоть до времени окончания Кавказской войны в 1859 году. Была срыта вместе с упразднением Кавказской оборонительной линии.

## Список комендантов Кизлярской крепости
- 1735 Полковник Юрлов
- 1735 Полковник Ломан
- 1736-37 Полковник Иван Михайлович Красногородцев
- 1738-40 Подполковник Бунин
- 1741-42 Полковник Алексей Матвеевич Кишенский
- 1743-46 Бригадир, князь Василий Елисеевич Оболенский
- 1747-48 Полковник Дмитрий Адреянович Апочинин
- 1749-51 Полковник Леонид Исакиевич Дебеугобрий
- 1752-53 Подполковник Михаил Фёдорович Гневалиев
- 1754-59 Генерал-майор Иван Львович фон Фразендорф
- 1760г Полковник Иван Фёдорович де Бокберг
- 1761-62 Генерал-майор Алексей Алексеевич Ступишин
- 1763-69 Генерал-майор Николай Алексеевич Потапов
- 1770-71 Полковник Иван Давидович Неглич
- 1772 Полковник Фёдор Иванович Паркер
- 1773-76 Полковник Иван Иванович Штендер
- 1777-79 Полковник Заметаев
- 1780-82 Бригадир Алексей Матвеевич Куроедов
- 1783-86 Бригадир Иван Ильич Вешняков
- 1787-89 Полковник Карл Карлович Рык
- 1790-91 Майор Грызлов
- 1792-97 Генерал-майор Фёдор Фёдорович Арбузов
- 1798 Генерал-майор, князь Афанасий Егорович Ураков
- 1799—1801 Генерал-майор Иван Иванович Брезсман фон Неттинг
- 1802-03 Полковник Александр Исаевич Ахвердов[3]
- 1804-05 Полковник Михаил Антонович Гополов
- 1806-09 Полковник Пётр Иванович Мистров
- 1810-22 Подполковник Степан Кизмин
- 1823-29 Подполковник Иван Иванович Пепин
- 1830-33 Подполковник Григорий Фёдорович Широков
- 1834-36 Подполковник Иван Иванович Фрей
- 1837-38 Полковник Павел Алексеевич Катенин
- 1838-40 Полковник, князь Александр Яковлевич Чаховский
- 1841-42 Подполковник Тиммерман